# ISO 3166-2:BE
ISO 3166-2 données pour la Belgique.

## Régions (3)
- BE-BRU Région de Bruxelles-Capitale (nl: Brussels Hoofdstedelijk Gewest)
- BE-VLG Région flamande (nl: Vlaams Gewest, Vlaanderen)
- BE-WAL Région wallonne (nl: Waals Gewest, Wallonië ; de: Wallonische Region, Wallonien)

## Provinces (10)
- BE-VAN Antwerpen (fr: Anvers)
- BE-WBR Brabant wallon (nl: Waals-Brabant)
- BE-WHT Hainaut (nl: Henegouwen)
- BE-WLG Liège (nl: Luik)
- BE-VLI Limburg (fr: Limbourg)
- BE-WLX Luxembourg (nl: Luxemburg)
- BE-WNA Namur (nl: Namen)
- BE-VOV Oost-Vlaanderen (fr: Flandre orientale)
- BE-VBR Vlaams-Brabant (fr: Brabant flamand)
- BE-VWV West-Vlaanderen (fr: Flandre occidentale)

Note : la Région de Bruxelles-Capitale n'est pas subdivisée en provinces, mais peut être assimilée à une province pour les applications qui nécessitent une couverture complète de la Belgique par ses provinces.